# Kathinka Wantula
Kathinka Wantula (* Dezember 1967 in Schleswig) ist eine deutsche Schriftstellerin, die ein historisches Sachbuch und mehrere Mystery-Thriller verfasst hat. Sie war die Krimi-Stadtschreiberin in Flensburg 2007. In ihrem Flensburg-Krimi wird ein dänischer Handballspieler der SG Flensburg-Handewitt ermordet.
Ihre weiteren Romane spielen in Paris, Ägypten, Delphi und Athen, wo ihre Protagonistin Karen Alexander auf gefährliche und ungewöhnliche Geheimnisse aus der Vergangenheit stößt, die es zu lösen gilt.

## Werke
- Mörderisches Blut (Flensburg-Krimi), Husum-Verlag, 2011
- Der zerbrochene Kelch, Droemer/Knaur-Verlag, München, 2007.
- Das weiße Amulett, Droemer/Knaur-Verlag, München, 2005.